# Schloss Obergriesbach

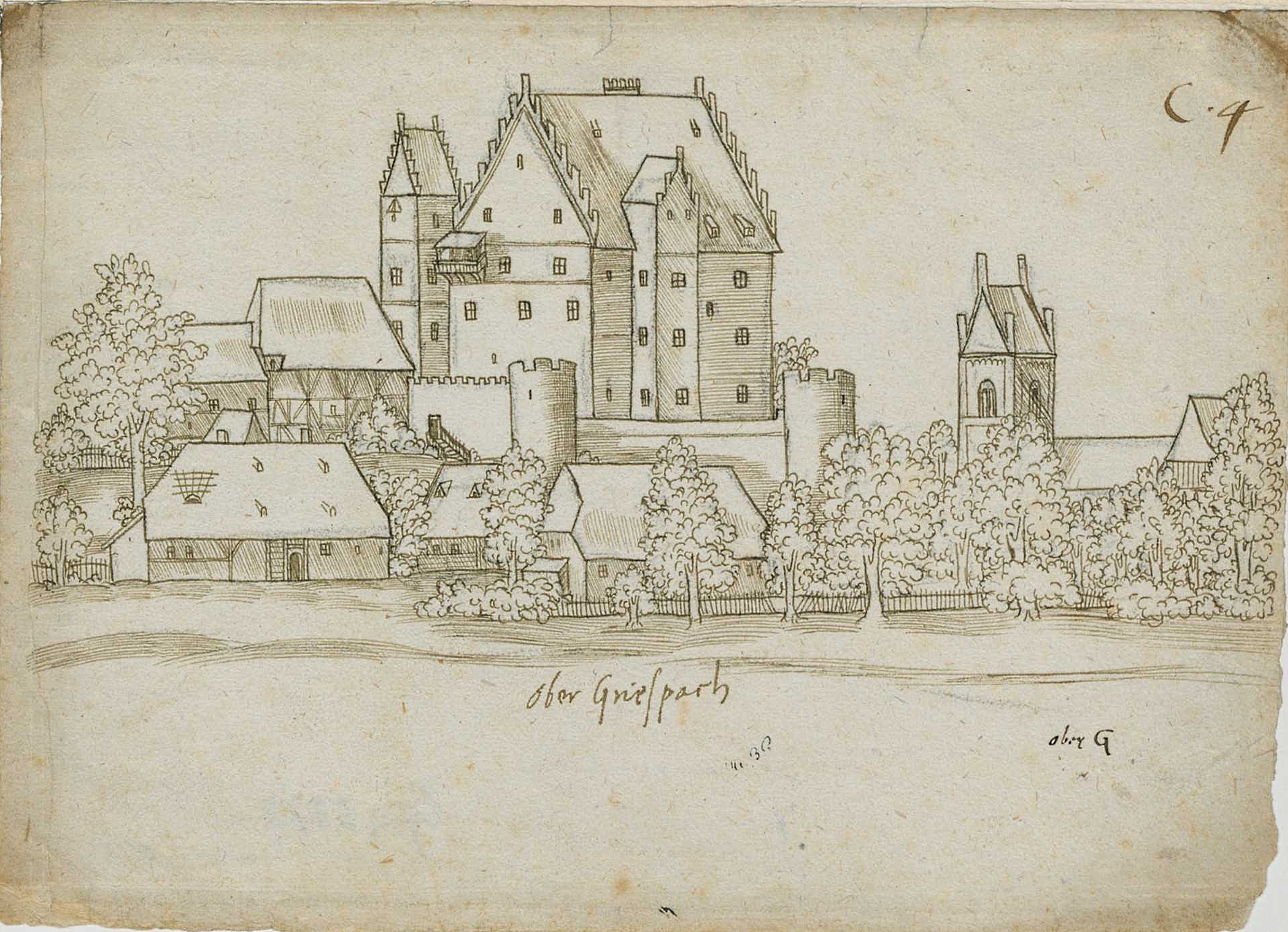
Schloss Obergriesbach im 16. Jahrhundert, Zeichnung von Philipp Apian

Das Schloss Obergriesbach befindet sich in Obergriesbach im Landkreis Aichach-Friedberg (Bayern).

Schloss Obergriesbach um 1700

Ludlof von Hahnreith baute 1124 in Obergriesbach ein Schloss und eine St.-Stephanus-Kapelle. 1468 übernahm Wigulaeus von Weichs die Burg Obergriesbach (siehe Grabsteine in der Pfarrkirche St. Stephan) und 1730 kaufte Reichsgräfin Marie Violante Theresia von Thurn und Taxis die Hofmark. Seit 1831 sind die Affinger Freiherren von Gravenreuth Eigentümer der Hofmark (siehe Wappen in der Kirche) und das Schloss wurde meist als Witwensitz genutzt.

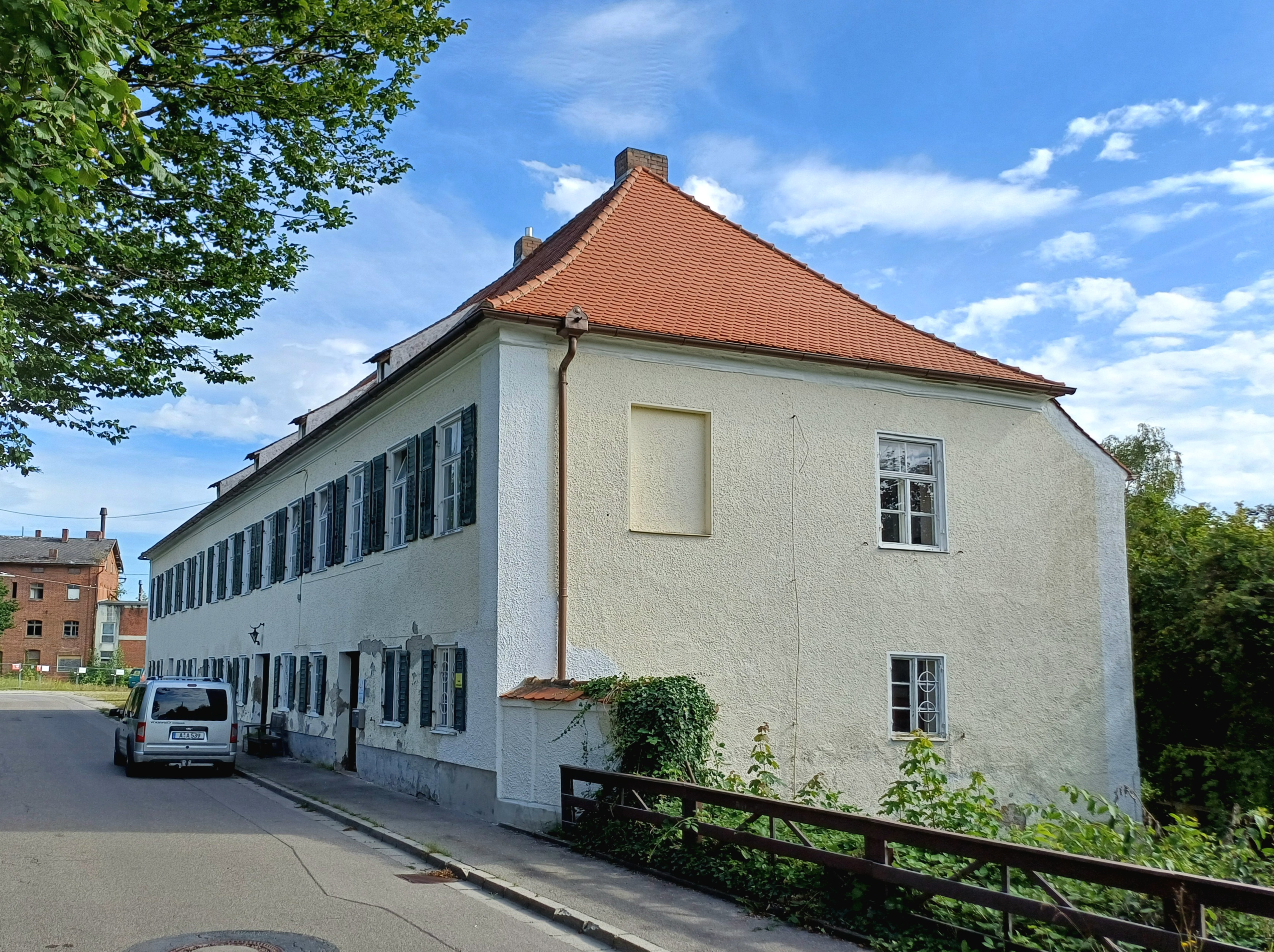
Försterhaus Schloss Obergriesbach

Das ehemalige Schloss (Försterhaus) ist ein langgestreckter Walmdachbau aus der ersten Hälfte des 18. Jahrhunderts (äußere Erscheinung Anfang 20. Jahrhunderts). Das zugehörige Wirtschaftsgebäude, ein langgestreckter Mansarddachbau stammt aus dem Anfang des 19. Jahrhunderts. Das alte Richterhaus, in dem einst Pfleger und Richter der Hofmark Obergriesbach über das Gemeinwesen walteten, Streitigkeiten schlichteten und über die Moral der Gemeinde urteilten, wurde im November 1948 zum Schlosscafé. Nicht nur aus der näheren Umgebung, sondern oft von weit her kamen die Gäste, um das alte, renovierte Gebäude mit einer künstlerisch-geschmackvollen Ausstattung unweit des Obergriesbacher Schlosses und dem idyllischen Garten zu besuchen. Auch eine Reihe prominenter Gäste, wie Rockefeller-Erben, königliche Hoheit Prinzessin Pilar von Bayern mit Prinz Ludwig von Bayern, der ehemalige Ministerpräsident Alfons Goppel usw. besuchten das Schlosscafé. Seit einigen Jahren wird das Schlosscafé nur noch privat genutzt.